# Ковальчук Іван Платонович
Ковальчук Іван Платонович (нар. 19 серпня 1951 р.) — відомий український вчений у сфері географії, геоекології, геоморфології, картографії та землевпорядкування, завідувач кафедри геодезії та картографії, заступник декана з наукової роботи факультету землевпорядкування Національного університету біоресурсів і природокористування України, доктор географічних наук (1994), професор (1995), заслужений професор Львівського національного університету імені Івана Франка (2005), дійсний член наукового товариства ім. Шевченка (НТШ), Почесний член, член Президії Українського географічного товариства (УГТ), академік Української екологічної академії наук, академік-секретар Відділення наук про Землю Академії Наук Вищої Освіти, заслужений діяч науки і техніки України.

## Біографія
Народився 19 серпня 1951 року у с. Золотолин Костопільського району Рівненської області.
У 1974 році закінчив Львівський державний університет імені Івана Франка за спеціальністю «Географія» та отримав кваліфікацію «Географ. Викладач». У 1974 — 77 рр. працював лаборантом, завідувачем музею землезнавства на географічному факультеті цього університету. У 1977-80 рр. навчався в аспірантурі МДУ ім. М. В. Ломоносова, у 1981 там же захистив кандидатську дисертацію «Динаміка ерозійних процесів Західного Поділля». Після закінчення навчання в аспірантурі повернувся на кафедру геоморфології ЛДУ ім. І.Франка.
У 1985 році присвоєно звання доцента кафедри геоморфології. У 1990-93 рр. навчався в докторантурі МДУ ім. М. В. Ломоносова і захистив дисертацію на здобуття наукового ступеня доктора географічних наук на тему: «Еколого-геоморфологічний аналіз флювіальних систем регіону» за спеціальністю 11.00.04 — геоморфологія та еволюційна географія. З вересня 1993 р. знову працює на кафедрі геоморфології ЛДУ. У 1995 р. присвоєно вчене звання професора по кафедрі геоморфології ЛДУ імені Івана Франка. У 2000 р. створив нову кафедру — конструктивної географії і картографії у Львівському національному університеті імені Івана Франка і завідував нею до 01.09.2007 р. У 2005 р. присвоєне звання «Заслужений професор Львівського університету».
З 01.09.2007 р. перейшов (за запрошенням ректора) до Національного аграрного університету (м. Київ) на посаду професора кафедри геодезії та картографії. З лютого 2008 р. і до тепер — завідувач кафедри геодезії та картографії Національного університету біоресурсів і природокористування України. У 2008—2011 р. — директор НДІ землекористування та правового регулювання майнових і земельних відносин, завідувач кафедри геодезії та картографії; у 2011—2014 — завідувач кафедри геодезії та картографії, з 2015 р. — заступник декана факультету землевпорядкування з наукової роботи і завідувач кафедри геодезії та картографії. За період перебування на посаді завідувача кафедри перетворив її з обслуговуючої у випускаючу, відкрив аспірантуру, створив навчально-наукову лабораторію Картографічного моделювання проблем природокористування та сприяв її обладнанню 16 сучасними комп'ютерами. В результаті виграних конкурсів проектів в МОН України довів обсяг держбюджетного фінансування НДР, виконуваних кафедрою геодезії та картографії, до 0,9 млн грн. за рік, забезпечив поповнення парку сучасних геодезичних інструментів, суттєво омолодив штат НПП кафедри.
Брав участь (був співкерівником від України) у виконанні міжнародних проектів (українсько-німецьких, нідерландсько-польсько-білорусько-українського, українсько-польського). Проходив стажування в університетах Німеччини, Польщі, Росії та Білорусі.

## Наукова діяльність
Відомий в Україні і зарубіжжі фахівець з питань антропогенної, екологічної та динамічної геоморфології, геоекології і гідроекології, конструктивної географії і геоінформаційно-картографічного моделювання проблем природокористування, тематичного й атласного картографування річково-басейнових систем і земельних ресурсів агроформувань та адміністративних районів, геоекологічного моніторингу різнорангових об'єктів, історії географічних досліджень. Є автором понад 1190 навчально-методичних і наукових публікацій, зокрема 4 підручників і 37 навчальних посібників, в тому числі 11 з грифом МОН України, 69 монографій, 14 з яких опубліковано англійською та польською мовами. Професор І. П. Ковальчук разом з деканом географічного факультету Я. С. Кравчуком був ініціатором створення і багато років керував спеціалізованою вченою радою Львівського національного університету імені Івана Франка, був членом докторських спецрад у НУБіП України та ЛНУ імені Івана Франка, є членом спеціалізованої ради з захисту докторських дисертацій у КНУ імені Тараса Шевченка, членом експертної ради МОН України (секція «Науки про Землю»), членом експертної ради ДАК МОН України, членом редколегій Всеукраїнського часопису «Історія української географії», Наукового вісника Східноєвропейського національного університету імені Лесі Українки, серія Географія, Наукових записок Тернопільського національного і Вінницького державного педагогічних університетів, Всеукраїнських часописів «Фізична географія і геоморфологія», «Часопис картографії», «Землеустрій, кадастр і моніторинг земель», наукового збірника «Природа Західного Полісся та прилеглих територій», «Проблеми геоморфології і палеогеографії Українських Карпат і прилеглих територій», офіційним опонентом     кандидатських і докторських дисертацій. Є фундатором нового наукового напряму — екологічної геоморфології, керує та особисто виконує картографічні і польові дослідження стану навколишнього середовища, створює геоінформаційно-картографічні моделі природокористування, електронні геоекологічні атласи, тематичні карти різнорангових об'єктів і процесів, що відбуваються в навколишньому середовищі і суспільстві.
Керує науковою роботою магістрів, аспірантів і докторантів. Під керівництвом професора І. П. Ковальчука захищено 25 кандидатських і чотири докторські дисертації, підготовлена до захисту ще одна докторська праця.

## Науково-технічна та громадська діяльність
І. П. Ковальчук бере активну участь у науково-технічній та громадській роботі. Він є експертом МОН України, ДАК України (секція «Науки про Землю»), академіком-секретарем Всеукраїнської громадської організації «Національна академія наук вищої освіти», членом Президії Українського Географічного Товариства (УГТ), Дійсним членом наукового товариства Шевченка (НТШ), заступником декана з наукової роботи факультету землевпорядкування НУБіП України, заступником голови Асоціації геоморфологів України  тощо.
Підтримує міцні наукові контакти і має спільні праці з вченими Ягеллонського університету, Університету Карла Великого (м. Бидгощ), Університету Марії Кюрі-Склодовської у Любліні, Варшавського університету (Польща), Дрезденського національного дослідницького технічного університету (Німеччина).

## Нагороди і почесні звання
Заслужений професор Львівського національного університету імені Івана Франка (2005). Нагороджений знаком «Відмінник освіти України» Міністерства освіти України (1998), Почесною грамотою Міністерства освіти України (1999), Почесною грамотою Міністерства освіти і науки України (2004), Почесною грамотою Львівської обласної ради, Подякою прем'єр-міністра України (2010), Нагрудним знаком «Знак пошани» Київського міського голови (2011), Почесним званням «Заслужений діяч науки і техніки України» (2012), Подякою ректора НУБіП України (2011), Почесною грамотою Національного університету біоресурсів і природокористування України (2015), Нагрудним знаком МОН України «Василь Сухомлинський» (2016), медалями ВГО «АНВО України» «За успіхи в науці» (2011), «Ярослав Мудрий» (2015) і «Володимир Великий» (2017), Грамотою Верховної Ради України (2017), медаллю ВГО «НАНВО України» «Микола Дубина» (2018), «Іван Крип'якевич» (2019).